# SWITCH (テレビ番組)
『SWITCH』（スイッチ）は、1994年4月20日から9月14日まで、フジテレビで放送された深夜番組。
隔週で交互にバラエティ番組「SWITCH LAUGHING」（スイッチ・ラフィング）と音楽番組「SWITCH MUSIC」（スイッチ・ミュージック）を放送していた。各10回、全20回。
基本放送時間は水曜日深夜（木曜日未明）1:15 - 1:45、関東ローカルでの放送だった。

## SWITCH LAUGHING
- 1994年4月20日 - 9月7日、全10回
- 深夜営業のクラブをイメージしたスタジオに、毎回若手お笑い芸人やパフォーマーが集結してライブを行うものだった。MCはリサ・ステッグマイヤーらが担当。
- LAUGHINGには、当時駆け出しだったキャイ〜ン[1]などの若手芸人や、BINGO BONGO[2]やモダンチョキチョキズ[3]などのバンドも出演していたほか、ヒロミ、笑福亭笑瓶などが客演で出演することもあった。

## SWITCH MUSIC
- 1994年4月27日 - 9月14日（全10回）
- カジノバーを模したスタジオにアーティスト4組が出演し歌とトークで盛り上がった。MCは中村江里子（フジテレビアナウンサー、当時）と藤原紀香。アシスタントにSWITCH GALSという美女6人が据えていた。ナレーションは全10回にわたり田子千尋が担当した。
- 出演アーティストは延べ36組（最終回（第10回）は総集編のため実質的には9回）。うち1回は女性演歌歌手が出演した回があり、その際はSWITCH GALSによるカラオケ大会のシーンも放送された。
- 曲名と歌手名はテロップの代わりにトランプカードなどの備品を使って表示。またエンディングでもスタッフをカードに表示し、最後に表示される製作著作の「フジテレビ」ロゴは当時河田町にあったフジテレビ旧本社社屋の屋上の電光看板が映されていた。
- 歌詞表示は全曲とも手書きによる縦書きで表示され、当時としては画期的であった。
- MUSICは全編にわたりハイビジョンで撮影。地上波（関東ローカル）ではレターボックスサイズで放送していたが、放送週に2回、ハイビジョン試験放送でもピュアハイビジョンにて、地上波未放送部分を含む60分間の完全版で放送された[4]。後に、現在も放送中の長寿音楽番組『MUSIC FAIR』や、『HEY!HEY!HEY!』『僕らの音楽』『新堂本兄弟』などといった音組制作による歴代の音楽番組でハイビジョン制作が行われている。
- また当時、フジテレビでは水曜22時枠の『MJ』が終了し、日曜23時枠の『ミュージックフェア'94』も一部地域でネットされておらず、プライムタイムならびにFNS全国ネット（当時26局[5]）の音楽番組空白期間となったため、10月に月曜20時枠で『HEY!HEY!HEY!』がスタートするまでの間をつなぐ形として、隔週を音楽番組として放送したことになる。